# Fundación Asia-Europa
La Fundación Asia-Europa (ASEF) es una organización intergubernamental sin fines de lucro fundada en 1997. Su sede actual reside en Singapur, además es la única institución del Encuentro Asia-Europa (ASEM). El objetivo principal de esta organización, es promover las relaciones bilaterales, comerciales y de cooperación entre los países de los continentes europeos y asiáticos, hasta llegar a un mayor entendimiento en torno de  tres pilares fundamentales como en los aspectos político, económico, financiero, social, cultural y educativo.
Cada año la ASEF, realiza entre 25 y 30 proyectos en ambos continentes con la colaboración de 125 organizaciones asociadas, realizados mediante talleres, seminarios y conferencias. Durante los eventos que se llevaron auspiciados por la organización y con la cooperación de algunas instituciones, hasta el momento han sido más de 3000 asiáticos y europeos de diferentes países de las distintas áreas profesionales, que han participado de manera activa y anual. Llegando al público de la forma más amplia para ser publicadas por medio de las redes sociales, páginas webs, publicaciones impresas y digitales de las actividades, conferencias y exposiciones, esto a través de los expertos en sus respectivas temáticas y proyectos.

## Miembros
- Alemania
- Birmania
- Corea del Sur
- Eslovaquia
- Eslovenia
- España
- Filipinas
- Finlandia
- Francia
- Grecia
- Hungría
- India
- Indonesia
- Irlanda
- Italia
- Japón
- Kazajistán
- Laos
- Letonia
- Lituania
- Luxemburgo
- Malasia
- Malta
- Mongolia
- Noruega
- Nueva Zelanda
- Países Bajos
- Pakistán
- Polonia
- Portugal
- Reino Unido
- Rumania
- Rusia
- Singapur
- Suecia
- Suiza
- Tailandia
- Vietnam